# 電阻溫度計

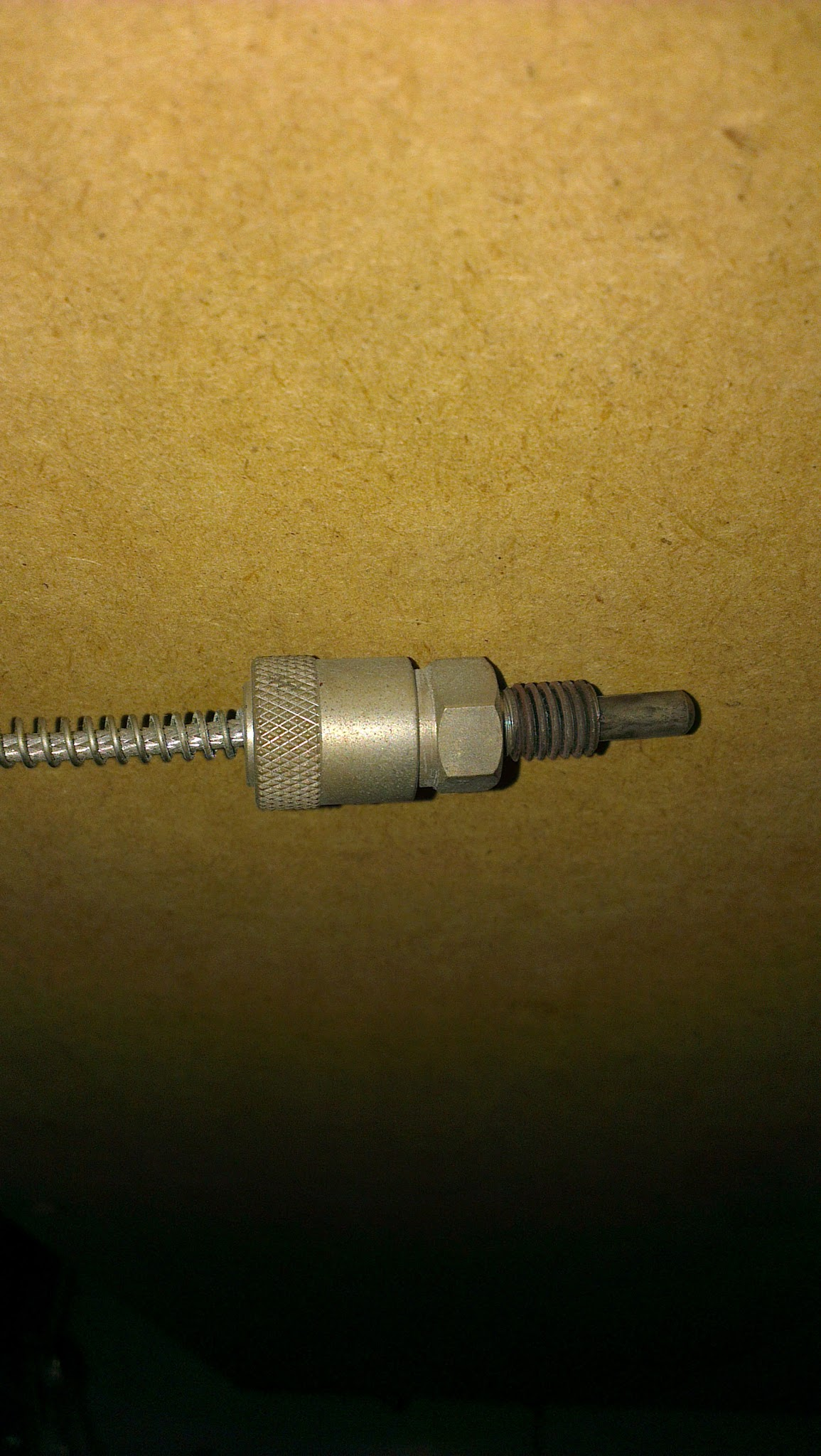

電阻溫度計，也稱為電阻溫度探測器（RTDs），是一種使用已知電阻隨溫度變化特性的材料所製成溫度傳感器。因為他們幾乎無一例外地由鉑製造而成，所以他們通常被稱為鉑電阻溫度計。在許多低於600℃的工業應用場合，他們正在慢慢地取代了熱電偶。

## 優點和限制
優勢：
- 高精度
- 低漂移
- 適用範圍寬
- 適宜高精密的應用

限制：
- RTDs在工業應用中很少使用於超過660℃的環境。在非常低的溫度下，如低於 -270 ℃（或3K），那麼電阻的敏感度為零，因此不實用。
- 相對於熱敏電阻，鉑RTDs是不太敏感的，而且反應時間較慢。

## 另見
- 熱敏电阻
- 溫控器
- 熱電偶
- 白金

## 外部連結
- Intoduction to RTDs （页面存档备份，存于）
- RTD resistance calculator
- Platinum RTDs reference data （页面存档备份，存于） from Honeywell Sensing and Control
- The Callendar – van Dusen coefficients - How to calculate Callendar – van Dusen coefficients